# Niedepolaryzujące środki zwiotczające
Niedepolaryzujące środki zwiotczające, kuraryny, miorelaksanty niedepolaryzujące (dawniej: leki pachykurarowe) – leki zwiotczające o niepolaryzacyjnym mechanizmie działania, naturalne lub półsyntetyczne substancje blokujące skurcz mięśni szkieletowych, najstarsze znane substancje zwiotczające mięśnie.
Naturalne kuraryny – alkaloidy otrzymywane z kurary – były przez ludy pierwotne stosowane jako trucizna. Obecnie są używane w chirurgii do paraliżowania mięśni podczas operacji oraz, pomocniczo, w łagodzeniu objawów tężca i zatruć strychniną. Z naturalnych kuraryn jako leki zwiotczające są stosowane głównie tubokuraryna i toksyferyna. W użyciu są również syntetyczne pochodne kuraryn: trikuran, alkuronium, pankuronium.

## Mechanizm działania
Kuraryny działają na poziomie płytki motorycznej. Blokują dostęp acetylocholiny wydzielanej przez pobudzony nerw, do receptora w mięśniu, poprzez łączenie się z nim. W normalnych warunkach wydzielona acetylocholina dostaje się do mięśniowych receptorów i, łącząc się z nimi, wywołuje skurcz mięśnia. W obecności kuraryn połączenie to jest zablokowane, a zatem mięsień nie reaguje na impulsy przekazywane drogą nerwową.
Kuraryny są zatem kompetycyjnymi antagonistami acetylocholiny.
Mechanizm działania kuraryn (inhibicja kompetycyjna) wskazuje na możliwość zniesienia ich działania. Jeśli w płytce motorycznej pojawi się więcej acetylocholiny, może ona stopniowo wypierać kurarynę z połączenia z receptorem i tym samym łączyć się z nim, wywołując skurcz blokowanego wcześniej mięśnia. W celu zwiększenia ilości acetylocholiny stosuje się substancje blokujące jej biologiczny rozkład, czyli inhibitory acetylocholinoesterazy, na przykład neostygminę. Substancje te są odtrutkami stosowanymi w zatruciach kurarą.

## Podział
Aminosteroidy (budowa steroidowa):
- Pankuronium
- Rokuronium(inne języki)
- Wekuronium

Pochodne beznyloizochinoliny:
- Atrakurium
- Cisatrakurium

## Właściwości farmakologiczne
Kuraryny podane dożylnie szybko wywołują zwiotczenie mięśni. W pierwszej kolejności blokowane są mięśnie zewnętrzne oka i mięśnie gardła, następnie kolejne grupy mięśni, a na końcu mięśnie międzyżebrowe i przepona – unieruchomienie tych ostatnich powoduje śmierć przez uduszenie, przy zachowaniu pełnej świadomości. W celach leczniczych używa się ich wyłącznie pod ciągłą kontrolą lekarską.
Leki z tej grupy praktycznie nie są wchłaniane z przewodu pokarmowego – połknięcie kurary jest więc bezpieczne.
W celu zwiotczenia mięśni leki te mogą być stosowane w dawkach powtarzanych lub we wlewie ciągłym, co umożliwia ich zastosowanie w długich zabiegach chirurgicznych. Czas i siła działania zależą od stanu ogólnego chorego, jego wydolności metabolicznej i zdolności do wydalania leków. Ich działanie będzie wydłużone przy niewydolności nerek. Leki z tej grupy odznaczają się dość długim działaniem – może to być, w zależności od leku, od 25 do 50 minut. U ludzi starszych czas działania jest zwykle dłuższy. Noworodki mogą być na te leki szczególnie wrażliwe, a starsze dzieci mogą wykazywać oporność na ich działanie.

## Działania niepożądane
Alkaloidy kurary hamują działanie acetylocholiny również w innych miejscach, na przykład zwojach nerwowych układu autonomicznego. Może to prowadzić do działań niepożądanych, w tym obniżenia ciśnienia tętniczego i skurczu oskrzeli (przez zablokowanie regulacji układu wegetatywnego).
Powodują pojawienie się histaminy we krwi (histaminemia), co może prowadzić do wystąpienia pokrzywki, ślinotoku, zwiększonego wydzielania kwasu żołądkowego, a nawet zapaści.

### Odtrutki
Działanie tych środków można odwrócić przez zastosowanie leków z grupy inhibitorów czynności cholinoesterazy, będącej enzymem rozkładającym acetylocholinę do nieaktywnych: choliny i kwasu octowego. Zahamowanie tego enzymu podwyższa stężenie acetylocholiny w płytce motorycznej, co skutkuje wyparciem miorelaksantu z receptora przez acetylocholinę i przywróceniem normalnego funkcjonowania mięśni. Najczęściej stosuje się neostygminę, fizostygminę i galantaminę. Ze względu na bradykardię występującą po podaniu neostygminy należy jej podanie poprzedzić podaniem atropiny.

## Interakcje
Anestetyki ogólne (eter, halotan, enfluran, izofluran) i miejscowe (lidokaina, bupiwakaina) oraz niektóre antybiotyki (gentamycyna, streptomycyna, aminoglikozydy, amikacyna, linkomycyna, tetracykliny) wzmacniają działanie niedepolaryzujących leków zwiotczających. Odwrotnie działają kortykosteroidy.

## Leki będące niedepolaryzującymi środkami zwiotczającymi
- kurara – obecnie niestosowana
- chlorek alkuronium(inne języki) – Alloferin, producent: ICN Polfa Rzeszów
- cisatrakurium – Nimbex, producent: GSK
- bromek pankuronium – Pavulon, Pancuronium, producent: Organon (Pavulon), Jelfa (Pancuronium)
- bromek wekuronium – Norcuron, producent: Organon
- benzosulfonian atrakurium – Tracrium, producent: GSK
- chlorek miwakurium(inne języki) – Mivacron, producent: GSK
- bromek rokuronium(inne języki) – Esmeron, producent: Organon
- bromek pipekuronium(inne języki) – Arduan, producent: Gedeon Richter
- tubokuraryna – Tubarin, producent: GlaxoWellcome